# Prefektura Okajama
Prefektura Okajama (岡山県, Okajama-ken) je prefektura Japonske v regiji Čugoku na Honšuju. Prefektura Okajama je imela 1.906.464 prebivalcev (1. februar 2018) in ima geografsko območje veliko 7114 km². Na severu meji na prefekturo  Totori, na vzhodu na prefekturo Hjogo in na zahodu na prefekturo Hirošima.
Okajama je glavno in največje mesto prefekture, z drugimi večjimi mesti, vključno s Kurašikijem, Cujamo in Sōdžo. Jug prefekture Okajama je ob obali notranjega morja Seto nasproti prefekture Kagava na otoku Šikoku, ki ju povezuje most Seto-Ōhaši, sever pa zaznamuje gorovje Čūgoku.

## Zgodovina
Pred obnovo Meidži leta 1868 je bilo območje današnje prefekture Okajama razdeljeno med province Bitčū, Bizen in Mimasaka. Prefektura Okajama je bila ustanovljena in imenovana leta 1871 kot del obsežnih upravnih reform zgodnjega obdobja Meidži (1868–1912), meje prefekture pa so bile določene leta 1876.

## Geografija
Prefektura Okajama meji na prefekturo Hjogo, prefekturo Totori in prefekturo Hirošima. Obrnjena je proti prefekturi Kagava na Šikokuju čez Notranje morje Seto in vključuje 90 otokov v morju.
Je dom zgodovinskega mesta Kurašiki. Večina prebivalstva je skoncentrirana okoli Kurašikija in Okajame. Majhne vasi v severni gorski regiji se starajo in število prebivalcev upada – več kot polovica občin v prefekturi je uradno označena kot izpraznjena.
Od 1. aprila 2014 je bilo 11 % celotne površine prefekture označenih za naravne parke, in sicer narodna parka Daisen-Oki in Setonaikai; kvazinacionalni park Hjōnosen-Uširojama-Nagisan in sedem prefekturnih naravnih parkov.
- Mesto Okajama
- Cujama
- Takahaši
- Nimi
- Grad Bitču Macujama v Takahašiju

## Demografija
Po podatkih japonskega popisa  in  ima prefektura Okajama stalno negativno rast prebivalstva od leta 2005.

## Kultura
- Bizen-jaki (vrsta japonske keramike, tradicionalno iz province Bizen)
- Meči Bizen Osafune/Bitču Aoe

### Povezava z legendo Momotarō
Prefektura Okajama je tesno povezana s folklornim junakom Momotarōjem. Ta zgodba naj bi imela korenine v legendarni zgodbi o Kibicuhiko-no-mikoto in Uri, ki pojasnjuje, da je princ Ura iz Kudare nekoč živel v Kinodžu (grad hudiča) in je bil vzrok težav za ljudi, ki so živeli v vasi. Cesarjeva vlada je poslala Kibicuhiko-no-mikoto (Momotarō), da premaga Uro. Mesto Okajama prireja letni Momotarō-macuri ali festival Momotarō.

## Turizem
Nekatere turistične znamenitosti so:
- Japonski vrt Koraku-en v Okajami
- Grad Okajama
- Grad Ki, Soja
- Šola Šizutani, Bizen
- Zgodovinsko območje Bikan (倉敷美観地区, Kurašiki Bikan Čiku), Kurašiki
- Grad Bitču Macujama, Takahaši
- Kakuzan Park, Cujama
- Astronomski observatorij Bisei (美星天文台, Bisei Tenmondai), mesto Ibara (po razpadu mesta Bisei)
- Jama Maki-do v Niimiju